# Pont-Bellanger
Pont-Bellanger é uma comuna francesa na região administrativa da Normandia, no departamento Calvados. Estende-se por uma área de 3,48 km². Em 2010 a comuna tinha 67 habitantes (densidade: 19,3 hab./km²).